# Dean Amadon
Dean Amadon est un ornithologue américain, né le 5 juin 1912 à Milwaukee et mort le 12 janvier 2003 .

## Biographie
Il fait ses études au Hobart College, à Genève et à l’université Cornell. En 1937, il rejoint l’American Museum of Natural History de New York où il dirige le département ornithologique de 1957 à 1973. Amadon préside l’American Ornithologists' Union de 1964 à 1966. Amadon est notamment l’auteur de :
- Avec Robert Cushman Murphy (1887-1973), Land birds of America (McGraw-Hill, New York, 1953).
- Birds around the world; a geographical look at evolution and birds (Garden City, Natural History Press, 1966)
- Avec Leslie Brown (1917-1980), Eagles, hawks and falcons of the world (Country Life Books, Feltham, 1968).
- Avec Jean Théodore Delacour (1890-1985), Curassows and related birds (American Museum of Natural History, New York, 1973).

## Source
- Traduction de l'article de langue anglaise de Wikipédia.